# Georgi Yomov
Georgi Yomov (tiếng Bulgaria: Георги Йомов; sinh 6 tháng 7 năm 1997) là một cầu thủ bóng đá Bulgaria thi đấu ở vị trí Tiền vệ tấn công cho CSKA Sofia. Anh là cháu nội của cựu cầu thủ bóng đá Levski Sofia Todor Barzov.

## Sự nghiệp
Yomov gia nhập học viện trẻ Slavia từ Levski Sofia năm 2015. Anh ra mắt đội một trong trận hòa 0–0 trên sân nhà trước Cherno More Varna ngày 21 tháng 2 năm 2016, vào sân với tư cách dự bị cho Yanis Karabelyov. Hai tháng sau, ngày 2 tháng 4, Yomov ghi bàn thắng đầu tiên cho Slavia trước Montana sau một nỗ lực cá nhân ấn tượng.

## Thống kê sự nghiệp

### Câu lạc bộ
Tính đến 26 tháng 5 năm 2021
| Thành tích câu lạc bộ | Thành tích câu lạc bộ | Thành tích câu lạc bộ | Giải vô địch | Giải vô địch | Cúp                  | Cúp                  | Châu lục | Châu lục  | Khác | Khác      | Tổng | Tổng      | Tổng |
| Câu lạc bộ            | Giải vô địch          | Mùa giải              | Trận         | Bàn thắng    | Trận                 | Bàn thắng            | Trận     | Bàn thắng | Trận | Bàn thắng | Trận | Bàn thắng |      |
| Bulgaria              | Bulgaria              | Bulgaria              | Giải vô địch | Giải vô địch | Cúp bóng đá Bulgaria | Cúp bóng đá Bulgaria | Châu Âu  | Châu Âu   | Khác | Khác      | Tổng | Tổng      |      |
| --------------------- | --------------------- | --------------------- | ------------ | ------------ | -------------------- | -------------------- | -------- | --------- | ---- | --------- | ---- | --------- | ---- |
| Slavia Sofia          | A Group               | 2015–16               | 13           | 2            | 0                    | 0                    | –        | –         | –    | –         | 13   | 2         |      |
| Slavia Sofia          | First League          | 2016–17               | 25           | 2            | 1                    | 0                    | 2        | 0         | 4    | 1         | 32   | 3         |      |
| Slavia Sofia          | First League          | 2017–18               | 14           | 2            | 3                    | 0                    | –        | –         | –    | –         | 17   | 2         |      |
| Slavia Sofia          | First League          | 2018–19               | 31           | 4            | 2                    | 1                    | 4        | 1         | 0    | 0         | 37   | 6         |      |
| Slavia Sofia          | First League          | 2019–20               | 24           | 4            | 1                    | 0                    | –        | –         | –    | –         | 25   | 4         |      |
| Slavia Sofia          | First League          | 2020–21               | 2            | 0            | 0                    | 0                    | –        | –         | –    | –         | 2    | 0         |      |
| Slavia Sofia          | Tổng cộng             | Tổng cộng             | 109          | 14           | 7                    | 1                    | 6        | 1         | 4    | 1         | 126  | 17        |      |
| CSKA Sofia            | First League          | 2020–21               | 28           | 0            | 5                    | 3                    | 10       | 1         | –    | –         | 43   | 4         |      |
| Thống kê sự nghiệp    | Thống kê sự nghiệp    | Thống kê sự nghiệp    | 137          | 14           | 12                   | 4                    | 16       | 2         | 4    | 1         | 169  | 21        |      |

1. ↑  Includes Siêu cúp bóng đá Bulgaria matches.
2. ↑  Relegation Play-offs
3. ↑  UEFA Europa League

### Bàn thắng quốc tế
Bàn thắng và kết quả của Bulgaria được để trước.
| #  | Ngày                 | Địa điểm                                            | Đối thủ   | Bàn thắng | Kết quả | Giải đấu           |
| -- | -------------------- | --------------------------------------------------- | --------- | --------- | ------- | ------------------ |
| 1. | 8 tháng 10 năm 2020  | Sân vận động Quốc gia Vasil Levski, Sofia, Bulgaria | Hungary   | 1–3       | 1–3     | Play-off Euro 2020 |
| 2. | 11 tháng 11 năm 2020 | Sân vận động Quốc gia Vasil Levski, Sofia, Bulgaria | Gibraltar | 2–0       | 3–0     | Giao hữu           |